# Байльс, Лилиан
Лилиан, принцесса де Рети (фр. Lilian Baels; 28 ноября 1916[…], Лондон — 7 июня 2002[…], Ватерлоо, Валлония) — вторая жена короля Бельгии Леопольда III, дочь Генриха Байльса, владельца рыболовецкой компании и бывшего губернатора Западной Фландрии.

## Биография
Она была дочерью Генриха Байльса. Король встретил её в 1938 году во время игры в гольф. 11 сентября 1941 года Лилиан становится его второй женой, на которой он женился после смерти королевы Астрид Шведской. Свадьба состоялась в тайне. Как жена Леопольда получила звание принцессы де Рети. Лилиан никогда не была принята в Бельгии. Они называли её черный ангел Лакена. В 1958 году она основала фонд принцессы Лилианы для оказания помощи больным сердцем. Она очень любила своих пасынков, которые назвали её «мамой». После смерти мужа в 1983 году она основала фонд Леопольда III, для сохранения памяти о нём.

## Дети
В браке с Леопольдом имела трех детей:
- Александр (1942—2009)
- Мария-Кристина (род. 1951)
- Мария Эсмеральда (род. 1956)